# 金垭镇 (达州市)
金垭镇，是中华人民共和国四川省达州市达川区下辖的一个乡镇级行政单位。2019年12月，撤销申家乡，将其所属行政区域划归金垭镇管辖。

## 行政区划
金垭镇下辖以下地区：
街道社区、金莲村、金堰村、金通村、金龙村、金坪村、金丰村、金鱼村、金山村、金牛村和金江村。